# Maciej Karpiński (językoznawca)
Maciej Karpiński – polski językoznawca, dr hab. nauk humanistycznych, profesor nadzwyczajny Instytutu Językoznawstwa i prodziekan Wydziału Neofilologii Uniwersytetu im. Adama Mickiewicza w Poznaniu.

## Życiorys
25 czerwca 1998 obronił pracę doktorską Psycholingwistyczne aspekty komunikacji człowiek-komputer, otrzymując doktorat, a 29 marca 2007 habilitował się na podstawie oceny dorobku naukowego i pracy zatytułowanej Struktura i intonacja polskiego dialogu zadaniowego. Pełni funkcję profesora nadzwyczajnego w Instytucie Językoznawstwa i prodziekana na Wydziale Neofilologii Uniwersytetu im. Adama Mickiewicza w Poznaniu.
Był członkiem zarządu Polskiego Towarzystwa Fonetycznego.

## Publikacje
- 2002: A Preliminary Study of the Intonational Phrase, Nuclear Melody and Pauses in Polish Semi-Spontaneous Narration[1]
- 2004: Non- and Quasi-lexical Realizations of ‘Positive Response’ in Korean, Polish and Thai Map Task Dialogues[1]
- 2004: On Intonation of Questions in Polish and Korean Task-oriented Dialogues[1]
- 2015: Polish Infant Directed vs. Adult Directed Speech: Selected Acoustic-Phonetic Differences[1]
- 2018: Aspects of gestural alignment in task-oriented dialogues[1]